# South Pole Telescope
South Pole Telescope (SPT) – radioteleskop zbudowany w stacji Amundsena-Scotta na biegunie południowym przez konsorcjum  amerykańskich uczelni.
Rozpoczął pracę w lutym 2007. Pracuje w paśmie częstotliwości 70-300 GHz (mikrofale) i jest przeznaczony do poszukiwania odległych gromad galaktyk metodą wykorzystującą efekt Suniajewa-Zeldowicza.
Teleskop ma rozdzielczość poniżej jednej minuty łuku, a jego pole widzenia obejmuje jeden stopień kwadratowy. Zbierane przez niego dane posłużą do weryfikacji wartości parametrów kosmologicznych, wyznaczanych za pomocą innych instrumentów, a przede wszystkim do dokładnego pomiaru zawartości ciemnej energii we Wszechświecie.